# Magritte (film)
Pour plus de détails, voir Fiche technique et Distribution.
Magritte est le titre d'un film documentaire belge réalisé par Luc de Heusch en 1960 sur René Magritte.

## Synopsis
Ce film porte en sous titre la leçon de choses et explique la démarche artistique du peintre surréaliste René Magritte. Il met en doute la réalité objective, souligne le caractère arbitraire de la relation existant entre un objet, son image et son nom. Pour l'artiste, l'évocation du mystère consiste en des images de choses familières réunies ou transformée de telle sorte que cesse leur accord avec nos idées naïves ou savantes. Ces définitions posées, le peintre s'interroge sur la vision elle-même. Le monde est extérieur et cependant nous n'en avons qu'une représentation en nous. Ces quelques clés faciliteront peut-être l'accès à l'univers poétique de l'artiste peintre.

## Fiche technique
- Titre : Magritte
- Réalisation : Luc de Heusch
- Scénario : Jacques Delcorde, Luc de Heusch et Jean Raine
- Conseiller artistique : Jean Raine[2]
- Photographie : Freddy Geilfus, Oleg Tourjansky
- Montage : Suzanne Baron
- Textes de Magritte lus par Serge Sauvion[3]
- Production : Ministère de l'Instruction Publique, Télévision Belge
- Pays : Belgique
- 16 mm, Couleur, 15 min, 1960

## Récompenses
Il obtient pour ce court-métrage, le premier prix - catégorie des films sur l'art au festival du film à Anvers (4e édition) et le Diplôme Spécial Bergame la même année.